# Кукшиново
Кукши́ново (бел. Кукшы́нава) — деревня в составе Овсянковского сельсовета Горецкого района Могилёвской области Республики Беларусь.

## Население
- 1999 год — 49 человек
- 2010 год — 18 человек